# Julie Wolfthorn
Julie Wolfthorn, (ur. 8 stycznia 1864 w Thorn (Toruń), zm. 29 grudnia 1944 w Theresienstadt) – niemiecka malarka i graficzka pochodzenia żydowskiego.

## Życiorys
Urodziła się 8 stycznia 1864 roku w Thorn jako Julie Wolf (w późniejszym okresie dodała do swojego nazwiska nazwę rodzinnego miasta, stąd Wolfthorn). Była najmłodsza z piątki rodzeństwa. Jej rodzice zmarli młodo i niewiele wiadomo na temat jej dzieciństwa. Pochodziła jednak z domu o tradycjach artystycznych – jej brat Georg Wolf został rzeźbiarzem, siostra Louise Wolf była tłumaczką literatury angielskiej, francuskiej i skandynawskiej.
W połowie lat 90. XIX w. Julie wraz z Louise (z którą mieszkała razem przez prawie całe swoje dorosłe życie) przeniosły się do Berlina. Tam Wolfthorn obracała się w kręgach artystek Käthe Kollwitz i Dory Hitz. Przyjaźniła się także z berlińską cyganerią artystyczną. Do jej kręgu przyjaciół należeli m.in. Stanisław Przybyszewski, Dagny Juel Przybyszewska (którą Wolfthorn sportretowała), poeta Richard Dehmel i jego późniejsza żona Ida Auerbach (również przez Wolfthorn portretowana), tłumaczka Hedwig Lachmann i jej późniejszy mąż Gustav Landauer (oboje uwiecznieni na portretach malarki), pianista Conrad Ansorge i jego żona Margarethe. W późniejszym okresie artystka przyjaźniła się też aktorkami – Tillą Durieux, Marią Orską i Carolą Neher, pisarzami Bjørnstjerne Bjørnsonem i Gerhartem Hauptmannem. Na przełomie wieków przeprowadziła się do berlińskiej dzielnicy Tiergarten, gdzie mieszkała w tym samym mieszkaniu niemal nieprzerwanie przez około 40 lat. Kilkukrotnie wyjeżdżała do Francji, Holandii i Włoch.
Malarstwo Wolfthorn wywodzi się z impresjonizmu, z czasem ewoluując w kierunku secesji. Malowała portrety, pejzaże, rysowała grafiki i ilustracje, projektowała pocztówki. Jej pracy były wielokrotnie omawiane na łamach niemieckich pism artystycznych. W późniejszym okresie życia Julie Wolfthorn poświęciła się działalności społecznej w organizacjach żydowskich. Z tego też powodu w październiku 1942 roku razem z Louise została deportowana do obozu Theresienstadt, gdzie zmarła dwa lata później 29 grudnia 1944 roku.